# Ginseng
Ginseng ou jinsém se refere a uma ou mais espécies de plantas do gênero Panax usadas como erva medicinal como as espécies Panax ginseng, Panax japonicus etc., consideradas como "ginseng verdadeiro".
Além de P. ginseng, muitas outras plantas também são conhecidos como ou confundidas com a raiz de ginseng. Os exemplos mais comuns são xiyangshen, (Panax. quinquefolius), ginseng-japonês  (Panax japonicus), (Pseudostellaria heterophylla) e ginseng-da-sibéria (Eleutherococcus senticosus). Apesar de todos serem chamados de ginseng, cada planta tem diferentes funções distintas. Entretanto, as plantas que correspondem ao ginseng verdadeiro pertencem apenas ao gênero Panax.

## Outras plantas chamadasginseng

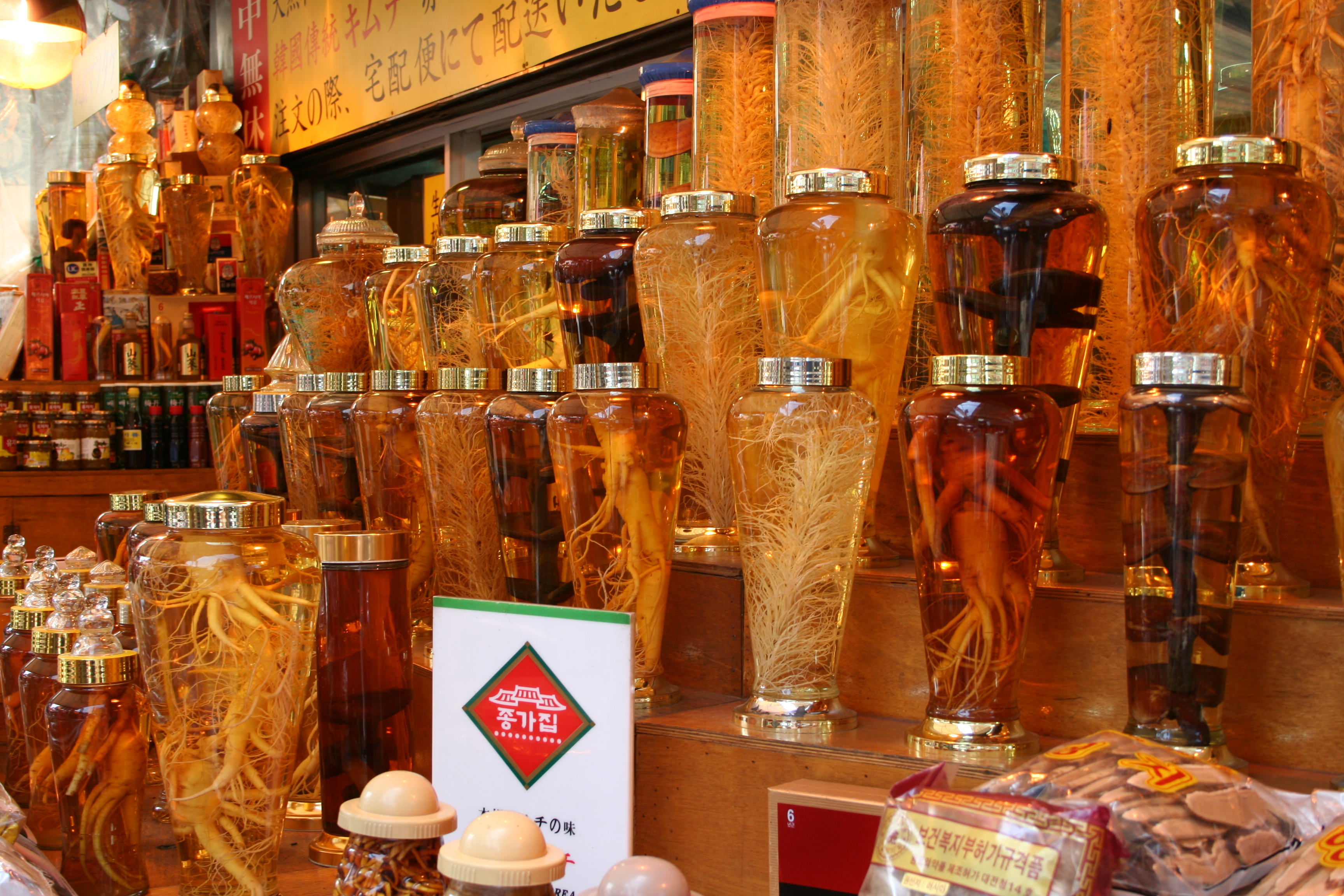
Mercado na Coreia

Estas plantas adaptógenas são às vezes denominadas ginsengs, mas são ou de diferentes família ou ) de plantas. Apenas ojiaogulan na verdade, contém compostos estreitamente relacionados aos ginsenosídeos, embora ginsenósidos sozinhos não determinam a eficácia do ginseng. Como cada uma destas plantas tem diferentes usos, deve-se pesquisar as suas propriedades antes de usar.
- Codonopsis pilosula
- Schisandra chinensis
- Gynostemma pentaphyllum (ginseng-do-sul, jiaogulan)
- Eleutherococcus senticosus (ginseng-da-sibéria)
- Pseudostellaria heterophylla
- Withania somnifera (ginseng-indiano, ashwagandha)
- Pfaffia paniculata (ginseng-brasileiro, suma)
- Lepidium meyenii (ginseng-peruano, maca)
- Oplopanax horridus (ginseng'-do-alasca)